# Scherzi maligni
Scherzi maligni è un film del 1993 diretto da Stephan Elliott, interpretato dalla pop star Phil Collins.
Fu presentato in concorso al 46º Festival di Cannes.

## Trama
L'investigatore assicurativo Roland Copping ha come hobby  studiare e mettere in atto le cattiverie più ingegnose ai danni di qualunque persona gli capiti a tiro. Quando i coniugi Wheats fanno richiesta del risarcimento di un servizio di preziose posate che dicono esser stato loro rubato e che poi si scopre essere stato nascosto dal capofamiglia Jonathan per truffare l'assicurazione, Roland comincia a perseguitare i due con continue telefonate, minacce, scherzi e dispetti; Roland riesce ad estorcere ai Wheats una forte somma di denaro e a farsi consegnare la loro BMW (dietro la minaccia di denunciarli alla polizia per simulazione di reato), ma dopo aver continuamente subìto le angherie Jonathan decide di reagire: organizza egli stesso un grandioso scherzo a Roland e, attraverso il fratello di lui Matthew, internato in una clinica, riesce a prendersi una bella rivincita. Alla fine, Roland e Jonathan, entrambi stupiti della trovata di quest'ultimo, si fanno delle pazze risate.

## Riconoscimenti
- 1994 - Festival internazionale del cinema fantastico di Bruxelles
  - Corvo d'oro (Stephan Elliott)